# Shankill Butchers
Shankill Butchers var en terroristcell inom Ulster Volunteer Force i Shankill Road i  Belfast, Nordirland. Gruppen ägnade sig åt kidnappning och mord på slumpmässigt utvalda människor som påstods vara katoliker.
Shankill Butchers leddes av Lenny Murphy som blev medlem i Ulster Volunteer Force redan som 16-åring. 1972 samlade han ett gäng ungdomar inom Ulster Volunteer Force, Robert "Basher" Bates,  William Moore och "Big" Sam McAllister, för att bilda Shankill Butchers.
Den 28 september 1972 mördades William Pavis, som gruppen misstänkte sålt vapen till IRA. Lenny Murphy och Mervyn Connor arresterades för mordet. I Mazefängelset tvingades Connor av Murphy att skriva ett erkännande av mordet, varefter Murphy mördade Connor. Murphy kunde inte åtalas i brist på bevis, och släpptes i maj 1975. I mars 1976 sköt och sårade Murphy en katolsk kvinna. Murphy hamnade i fängelse men gruppen fortsatte med William Moore som ledare. I maj 1977 lämnade gänget en ung man att dö efter att ha huggit honom med en yxa upprepade gånger. Han räddades och fördes till sjukhus. Gängmedlemmar som deltagit i dådet ringades in och kunde infångas. De erkände dådet, och angav Murphy som ledare för gruppen. Murphy undslapp dock även denna gång att lagföras, då ingen vågade vittna mot honom. I februari 1979 dömdes gängmedlemmar för 19 mord varav de erkände 11. De dömdes till livstids fängelse utan möjlighet till nåd, men frigavs i och med långfredagsavtalet.
Lenny Murphy kom ut ur fängelset i juli 1982 efter att ha avtjänat ett kortade straff för olaga vapeninnehav, det enda han kunde fällas för eftersom ingen kunde förmås att vittna mot honom. Han sägs ha begått sitt första mord inom 24 timmar efter frigivningen, några veckor senare dödade han en bilförsäljare. Ulster Volunteer Force insåg att Murphy var en belastning för deras sak och en fara för deras egna, men han hade nått en viss hjältestatus bland somliga av Ulster Volunteer Forces medlemmar. Organisationen sägs ha hjälpt Provisional IRA att mörda Murphy. Filmen Resurrection Man från 1998 är baserad på Murphy och Shankill Butchers.